# Mitologia romana

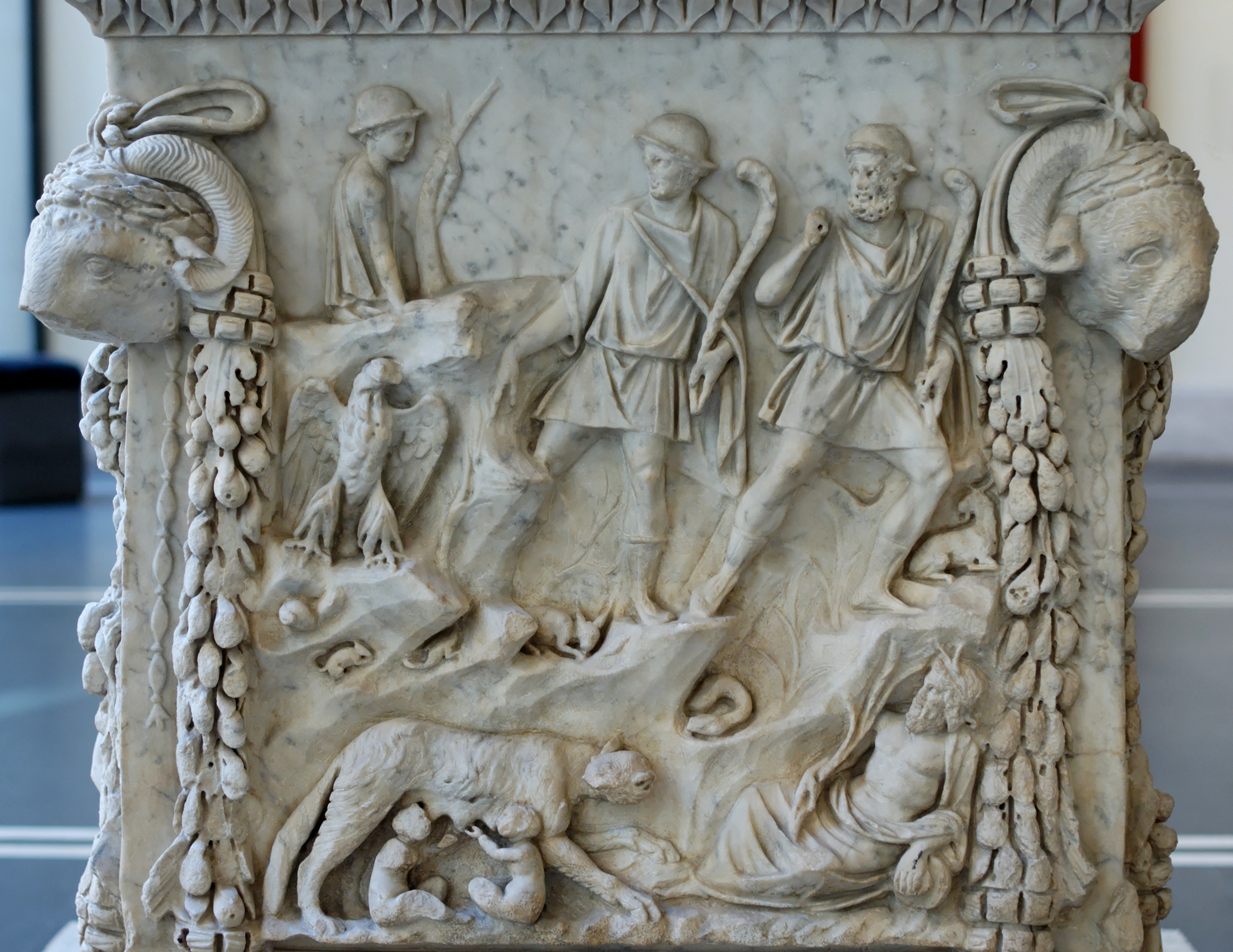
Il mito di Romolo e Remo

La mitologia romana riguarda le narrazioni mitologiche della civiltà legata all'antica Roma, e può essere suddivisa in tre parti:
1. Periodo repubblicano: nata nei primi anni della storia di Roma, si distingueva nettamente dalla tradizione etrusca e greca, soprattutto per quanto riguarda le modalità dei riti.
2. Periodo imperiale classico: spesso molto letteraria, consiste in estese adozioni della mitologia greca ed etrusca
3. Periodo tardo-imperiale: consiste nell'assunzione di molte divinità di origine orientale, tra le quali il Mitra persiano, sincretizzato nel culto del Sol Invictus.

## Natura dei primi miti romani
È possibile affermare che i primi romani avessero miti. Detta in altro modo: finché i loro poeti non entrarono in contatto con gli antichi greci verso la fine della Repubblica, i romani non ebbero storie sulle loro divinità paragonabili al mito dei Titani o alla seduzione di Zeus da parte di Era, ma ebbero miti propri come quelli di Marte e di Fauno.
A quell'epoca i romani già avevano:
- un sistema di rituali ed una gerarchia sacerdotale ben definiti;
- un insieme molto ricco di leggende storiche sulla fondazione e sullo sviluppo della loro città che avevano per protagonisti degli umani ma vedevano anche interventi divini.

### Prima mitologia sulle divinità
Il modello romano comportò un modo molto diverso di definire il concetto di divinità rispetto a quello greco che ci è noto. Per esempio se avessimo chiesto ad un antico greco chi fosse Demetra, avrebbe probabilmente risposto raccontando la famosa leggenda del suo folle dolore per il rapimento della figlia Persefone da parte di Ade. Al contrario un romano antico avrebbe risposto che Cerere aveva un sacerdote ufficiale chiamato flamine, che era più giovane dei flamini di Giove, Marte e Quirino (la Triade arcaica), ma più anziano dei flamini di Flora e Pomona. Avrebbe anche potuto dire che era inserita in una triade con altre due divinità agresti, Libero e Libera e avrebbe anche potuto elencare tutte le divinità minori con funzioni specifiche che la assistevano: Sarritor (il sarchiatore), Messor (il mietitore), Convector (il carrista), Conditor (il magazziniere), Insitor (il seminatore) e altri ancora. Così la mitologia romana arcaica, almeno per quello che riguardava gli dei, era costituita non da storie, ma piuttosto da complesse interrelazioni reciproche tra dei e uomini e all'interno della sfera umana, dall'una parte, e della sfera divina dall'altra.
La religione originaria dei primi romani venne modificata in periodi successivi dall'aggiunta di numerose e conflittuali credenze e dall'assimilazione di gran parte della mitologia greca. Quel poco che sappiamo della religione romana arcaica lo conosciamo non attraverso fonti contemporanee, ma grazie a scrittori tardi che cercarono di salvare le antiche tradizioni dall'abbandono in cui erano cadute, come lo studioso del I secolo a.C. Marco Terenzio Varrone. Altri scrittori classici, come il poeta Ovidio nei suoi Fasti, furono fortemente influenzati dai modelli ellenistici e nei loro lavori impiegarono spesso miti greci per riempire i vuoti della tradizione romana.

### Prima mitologia sulla "storia" romana
In contrasto con la scarsità di materiale narrativo arrivatoci sugli dei, i Romani avevano una ricca fornitura di leggende quasi storiche sulla fondazione e sulle prime fasi dello sviluppo della loro città. I primi re di Roma come Romolo e Numa avevano una natura quasi interamente mitica ed il materiale leggendario può estendersi fino ai racconti della prima repubblica. In aggiunta a queste tradizioni in gran parte indigene, fin dai tempi antichi materiale tratto da leggende eroiche greche venne inserito in questo blocco originario, facendo diventare, ad esempio, Enea un antenato di Romolo e Remo. L'Eneide e i primi libri di Livio sono le migliori fonti esistenti per questa mitologia umana.

## Divinità romane

### Dèi greci e romani
La pratica rituale romana dei sacerdoti ufficiali distingueva nettamente due classi di dèi, gli dèi indigeni (di indigetes) e i nuovi dèi (di novensiles).
Gli dei indigeni erano gli dèi originari dello stato romano e i loro nomi e la loro natura erano rivelati dai titoli degli antichi sacerdoti e dalle feste fissate sul calendario; trenta dèi di questo tipo erano onorati con feste speciali.
I nuovi dèi erano divinità più tardi i cui culti vennero introdotti nella città in periodi storici, di solito in una data conosciuta e in risposta a una specifica crisi o a una determinata necessità.
Le divinità romane arcaiche includevano, oltre agli dèi indigeni, un insieme di dèi cosiddetti specialisti i cui nomi venivano invocati nel corso di diverse attività, come la mietitura. Frammenti di antichi rituali che accompagnano tali azioni come l'aratura o la semina rivelano che in ogni fase delle operazioni veniva invocata una divinità specifica, il cui nome derivava sempre dal verbo che identificava l'operazione stessa. Tali divinità possono essere raggruppate sotto la definizione generale di dèi assistenti o ausiliari, che venivano invocati a fianco delle divinità più grandi. Il culto romano arcaico, più che essere politeista, credeva a molte essenze di tipo divino: degli esseri invocati i fedeli non conoscevano molto più che il nome e le funzioni e il numen di questi esseri, ossia il loro potere, si manifestava in modi altamente specializzati.
Il carattere degli dèi indigeni e le loro feste mostrano che i Romani arcaici non solo erano membri di una comunità agreste, ma amavano anche combattere ed erano spesso impegnati in guerre. Gli dei rappresentavano chiaramente le necessità pratiche della vita quotidiana, secondo le esigenze della comunità romana a cui appartenevano. I loro riti venivano celebrati scrupolosamente con offerte ritenute adatte. Così Giano e Vesta custodivano la porta e il focolare, i Lari proteggevano i campi e la casa, Pale il pascolo, Saturno la semina, Cerere la crescita del grano, Pomona i frutti, Consus e Opi la mietitura.

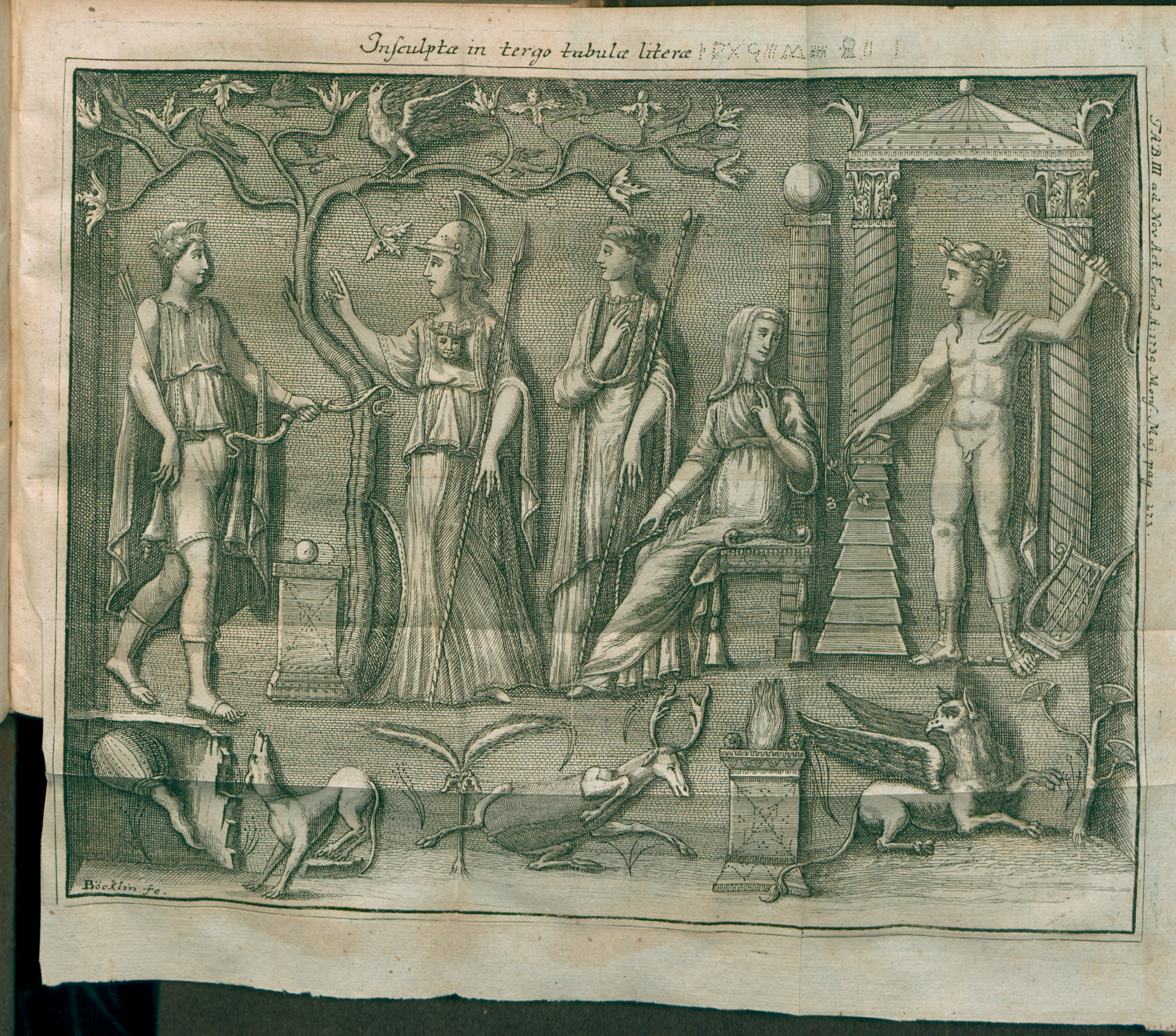
Tavola illustrata degli Acta Eruditorum del 1739 raffigurante divinità romane

Anche Giove supremo, il signore degli dèi, era onorato perché recasse assistenza alle fattorie e ai vigneti. In una accezione più vasta egli era considerato, grazie all'arma del fulmine, il direttore delle attività umane e, per mezzo del suo dominio incontrastato, il protettore dei Romani durante le campagne militari oltre i confini della loro comunità. Rilevanti nei tempi arcaici furono gli dei Marte e Quirino, che venivano spesso identificati. Marte era il dio dei giovani e specialmente dei soldati; veniva onorato a marzo e a ottobre. Gli studiosi moderni ritengono che Quirino fosse il protettore della comunità in armi.
A capo del pantheon originario vi era la triade composta da Giove, Marte e Quirino (i cui tre sacerdoti, o flamini, appartenevano all'ordine più elevato), insieme a Giano e Vesta. Questi dèi nei tempi arcaici avevano una individualità molto ridotta e le loro storie personali non conoscevano matrimoni e genealogie. Diversamente dagli dei Greci, si riteneva che non agissero come i mortali e così non esistono molti racconti sulle loro imprese. Questo culto arcaico era associato a Numa Pompilio, il secondo re di Roma, che si credeva avesse avuto come consorte e consigliera la dea romana delle fontane e del parto, Egeria, spesso considerata una ninfa nelle fonti letterarie successive.
Tuttavia, nuovi elementi vengono aggiunti in un periodo relativamente tardo. Alla casa reale dei Tarquini la leggenda ascrive l'introduzione della grande triade capitolina di Giove, Giunone e Minerva, che occupò il primo posto nella religione romana. Altre aggiunte furono il culto di Diana sull'Aventino e l'introduzione dei libri sibillini, profezie di storia mondiale, che, secondo la leggenda, vennero acquistate da Tarquinio alla fine del VI secolo a.C. dalla Sibilla cumana.

### Divinità straniere
L'assorbimento degli dèi dei popoli vicini avvenne quando lo stato romano conquistò il territorio circostante. I Romani generalmente garantivano agli dèi locali dei territori conquistati gli stessi onori degli dèi caratteristici dello stato romano. In molti casi le divinità di recente acquisizione venivano formalmente invitate a trasferire la propria dimora nei nuovi santuari di Roma. Nel 203 a.C. l'oggetto di culto rappresentante Cibele venne trasferito da Pessinos in Frigia e accolto con le dovute cerimonie a Roma. Inoltre, lo sviluppo della città attraeva stranieri, a cui era consentito mantenere il culto dei propri dèi. In questo modo Mitra giunse a Roma e la sua popolarità tra le legioni ne fece diffondere il culto fino in Britannia. Oltre a Castore e Polluce, gli insediamenti greci in Italia, una volta conquistati, sembra che abbiano introdotto nel pantheon romano Diana, Minerva, Ercole, Venere e altre divinità di rango inferiore, alcune delle quali erano divinità italiche, altre derivavano originariamente dalla cultura della Magna Grecia. Le divinità romane importanti venivano alla fine identificate con gli dei e le dee greche che erano più antropomorfiche e assumevano molti dei loro attributi e miti.

### Principali divinità romane

#### Triadi
- Triade arcaica:  Giove, Marte, Quirino.
- Triade Capitolina: Giove, Giunone, Minerva.[1]
- Triade dell'Aventino: Cerere, Liber, Libera (493 a.C.).[2]

#### Dèi Consenti
Gli Dèi Consenti (in latino Dii Consentes) erano un gruppo di dodici delle maggiori divinità della mitologia romana, elencate dal poeta Ennio nei suoi Annales, che avrebbero consentito, nelle loro deliberazioni, con Giove. Erano, oltre a lui, Marte, Nettuno, Apollo, Mercurio, Vulcano, Giunone, Vesta, Minerva, Cerere, Venere e Diana.

#### Di indigetes
I Di indigetes o dei indigeni erano gli dei primitivi della religione romana, non adottati da altre religioni. Tra i principali si annoverano Giano, Quirino e Abbondanza.

#### Di Flaminales
I flamini maggiori (latino Flamines Maiores) erano preposti al culto della Triade Capitolina; in epoca più tarda Marte e Quirino furono sostituiti da Giunone e Minerva.
I flamini minori (latino Flamines minores) erano dodici, ma solo di dieci si ha certezza delle divinità, cui erano preposti:
- Carmenta
- Cerere
- Falacer
- Flora
- Furrina
- Palatua
- Pomona
- Portuno
- Volturno
- Vulcano

#### Divinità teriomorfe
- Fauno
- Lupo
- Picchio
- Sirena
- Strige

## Festività
- Consualia
- Fontinalia
- Fornacalia
- Lupercalia
- Nettunalia
- Parentalia
- Saturnali
- Primavera sacra
- Floralia

## Località
- Averno (lat.Avernus)
- Campidoglio
- Cariddi
- Lete
- Palatino
- Stige (lat.Styx)

## Personaggi, eroi e demoni
- Almone - eroe
- Anteo - eroe
- Ascanio - eroe
- Caca - demone
- Caco - demone
- Camene - demoni
- Camerte - eroe
- Caronte - demone
- Cidone e Clizio - eroi
- Clauso - eroe
- Clelia - eroina
- Curiazi - eroe
- Didone - personaggio
- Egeria - demone
- Enea - eroe
- Ercole - eroe
- Eurialo e Niso - eroi
- Evandro - eroe
- Fauna - demone
- Fauno - demone
- Feziali - eroe
- Flamini - personaggi
- Galatea - demone
- Lamiro e Lamo - eroi
- Laride e Timbro - eroi
- Lavinia - personaggio
- Lica - eroe
- Luca - eroe
- Marica - demone
- Messapo - eroe
- Murrano - eroe
- Numa Pompilio - eroe
- Orazi - eroi
- Pallante - eroe
- Pico - demone
- Pontefice massimo - personaggio
- Publio Cornelio Scipione
- Psiche - personaggio
- Ramnete - eroe
- Rea Silvia - personaggio
- Remo - eroe
- Reto - soldato
- Romolo e Remo - eroi
- Salii - personaggi
- Salio - eroe
- Serrano - eroe
- Sibilla - personaggio
- Tagete - demone
- Tarquito - eroe
- Terone - eroe
- Tirro - personaggio
- Turno - eroe
- Ufente - eroe
- Umbrone - eroe
- Venulo - eroe
- Vestali - personaggi
- Volcente - eroe

## Popoli
- Aborigeni
- Equi
- Latini
- Marsi
- Messapi
- Rutuli
- Sabini
- Troiani
- Volsci